# Бетльяр (район Рожнява)
Бетльяр (словац. Betliar) — деревня в районе Рожнява Кошицкого края Словакии в исторической области Гемер.
Расположена на высоте 343 м. в верхнем течении реки Шайо в её долине в Словацких Рудных горах. Деревня находится в 5 км к северо-западу от города Рожнява. До столицы г. Братислава около 258 км.
Первые документальные упоминания о деревне датируются 1330 годом. До создания независимой Чехословакии в 1918 году Деревня входила в состав Венгерского королевства. С 1938 по 1945 год снова была частью Венгрии.
Площадь — 24,67 кв.км. Население по состоянию на 31 декабря 2023 года составляло 914 человек.
Плотность — 37,05 чел/кв.км.

## Население

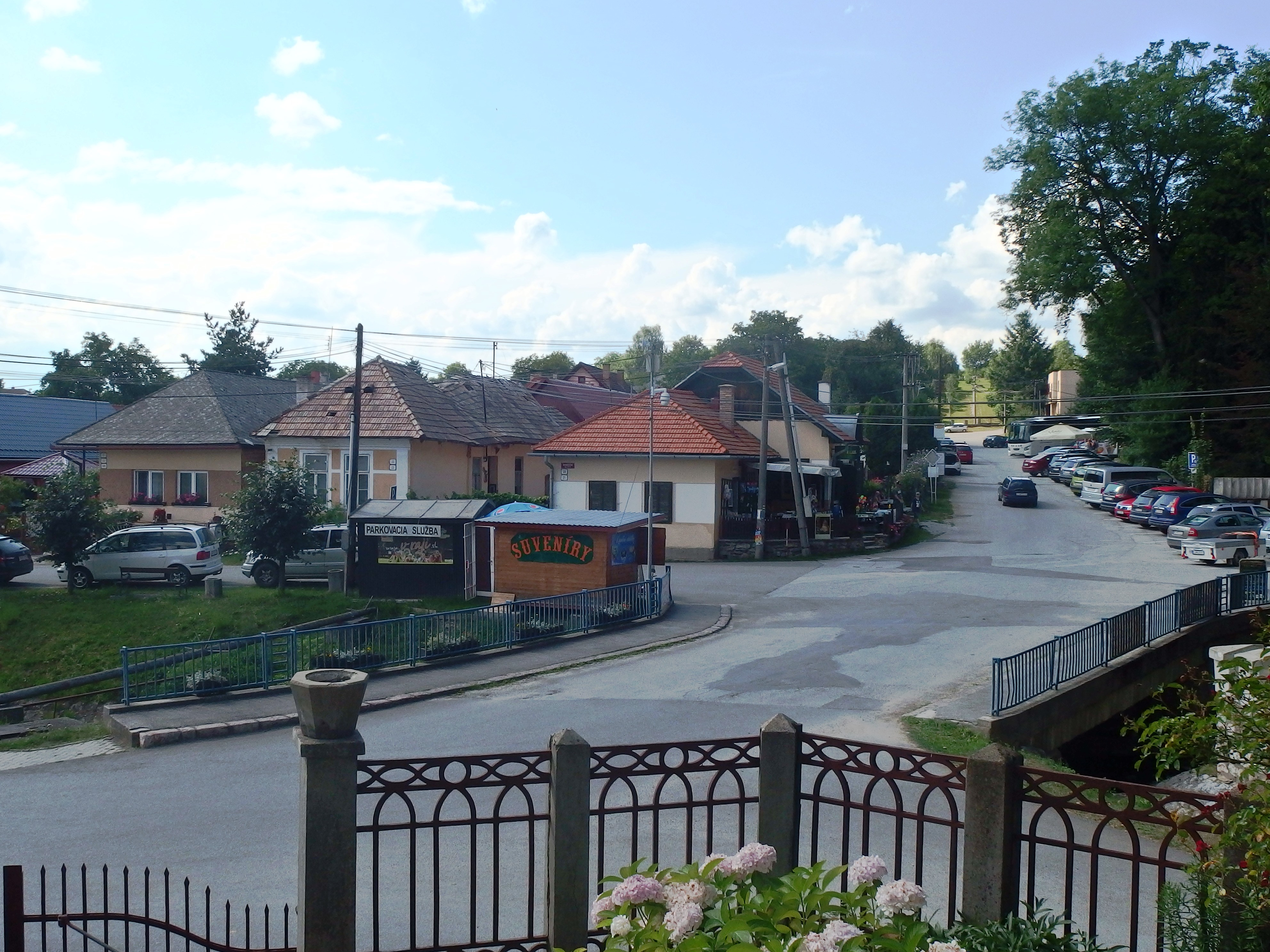
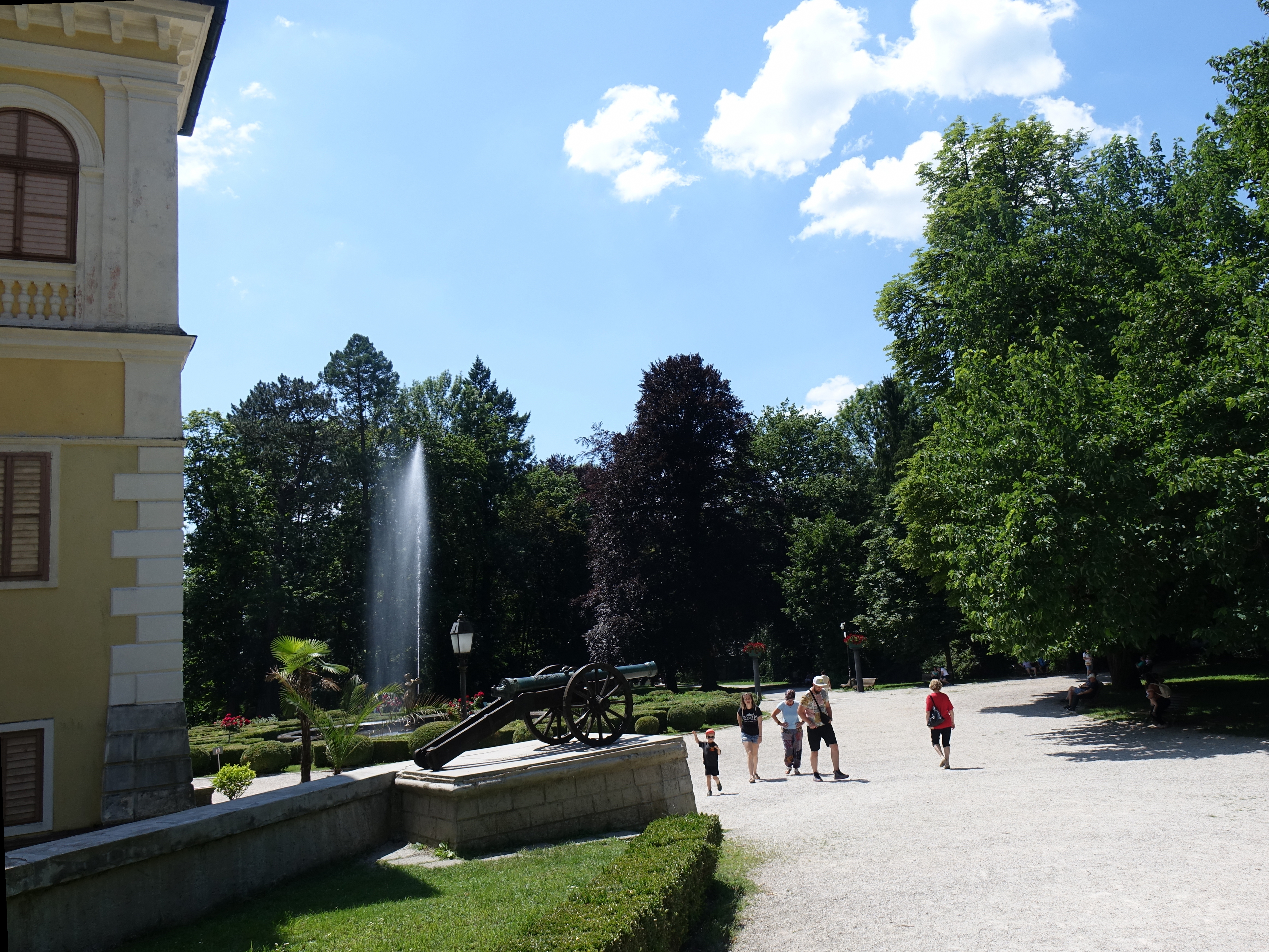
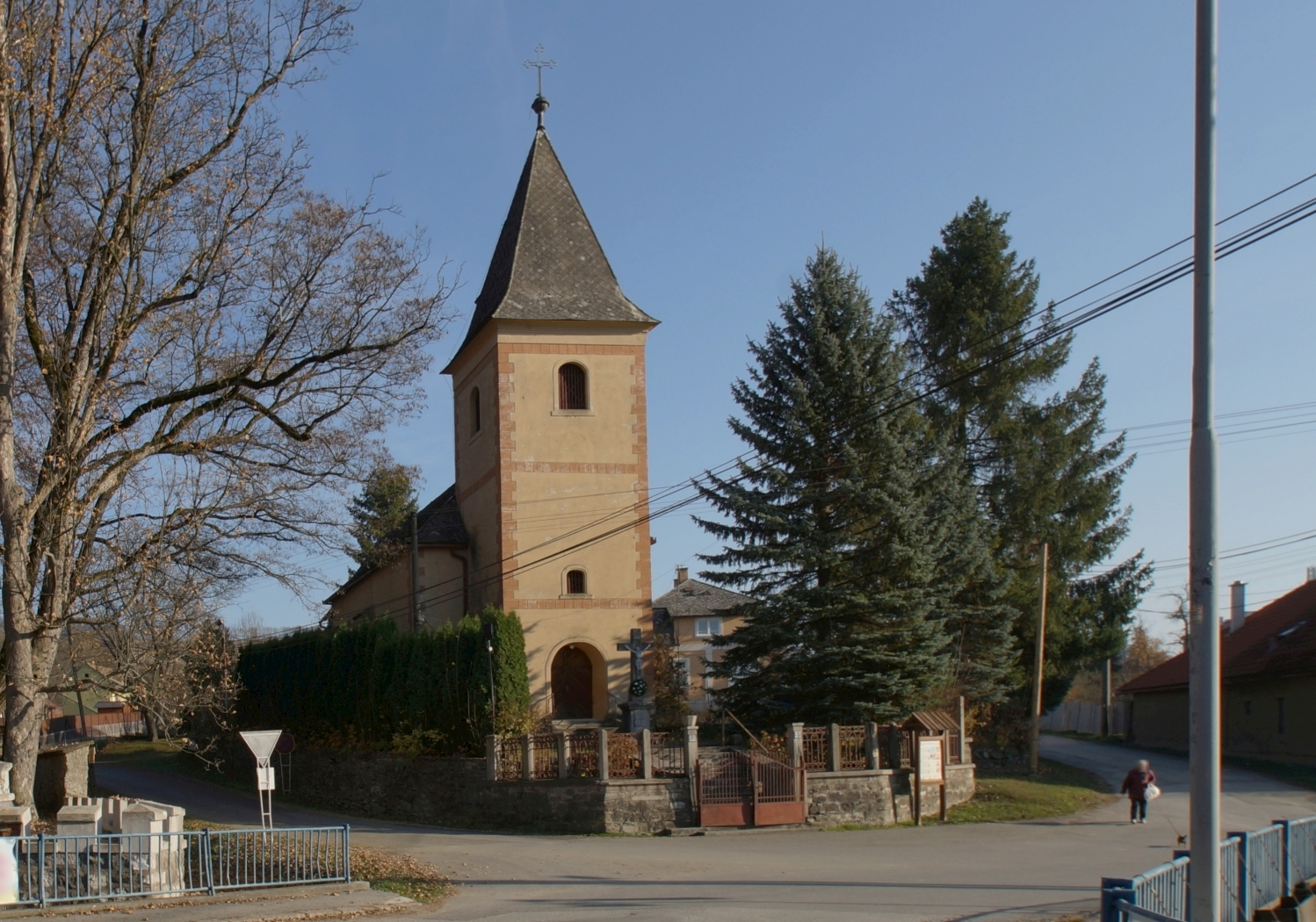

| Год:                | 1994 | 2004    | 2014    | 2024    |
| ------------------- | ---- | ------- | ------- | ------- |
| Количество человек: | 966  | 979     | 946     | 917     |
| Разница:            |      | +1,34 % | −3,37 % | −3,06 % |